# المركز العالي للرياضة العسكرية (لبنان)
المركز العالي للرياضة العسكرية اللبنانى هو مركز رياضي تابع للقوات المسلحة اللبنانية أنشئ في عام 1943 ويهتم بالحفاظ على اللياقة البدنية للجنود وتنظيم البطولات الرياضية وإعداد الجنود للمسابقات المحلية والدولية.

## التاريخ
تم إنشاء المركز في عام 1943 من قبل الجيش الفرنسي كجزء من مدرسة القتال والتزلج في حارة حريك وكان يتكون من قاعة رياضية واحدة ومكتبين. تم تسليم المركز لاحقًا إلى القوات المسلحة اللبنانية في عام 1946 حيث قام بتعيين الكابتن عزيز أدب كقائد أول.
في عام 1968 تم اختيار لبنان كمركز للاتصال في الشرق الأوسط فيما يتعلق بالمجلس الدولي للرياضة العسكرية (CISM) وأصبح هذا هو مسؤولية هذا المركز. في عام 1978 قررت القوات المسلحة اللبنانية تغيير اسم المركز ومنذ ذلك الحين أصبح المركز العالي للرياضة العسكرية بدلاً من مدرسة القتال.
خلال الغزو الإسرائيلي عام 1982 استهدف القصف الإسرائيلي مبانيه وبنيته التحتية وتركه مدمراً بالكامل.

## المهمة
تتركز مهام المركز العسكري العالي الرياضي على الجيش والاتحاد الرياضي. بالنسبة للجيش يساعد المركز في الحفاظ على اللياقة البدنية للجنود وتنظيم البطولات الرياضية وتنظيم الممارسات والبطولات الخاصة للتدريبات وإعداد الجنود للمنافسة الدولية وتقديم المشورة الفنية لجميع الوحدات العسكرية. بالنسبة للاتحاد الرياضي يجب على المركز إعداد فرق الجيش في مجموعات وكأفراد للمشاركة في البطولة الرياضية المحلية والدولية والتنسيق مع وزارة الرياضة واللجنة الأولمبية اللبنانية وغيرها من المنظمات الخاصة لتنظيم الأحداث الودية.

## التنظيم والهيكل
هيكل القيادة الحالي هو كما يلي:
1. قيادة المركز.
2. الفروع والأمانات.
3. فصيلة الخدمات.
4. فرقة من الفرق الرياضية.

### المنشآت والملاعب
- قاعات ألعاب القتال ( الجودو ، التايكوندو ، بناء الأجسام ، المبارزة ، الملاكمة ، المصارعة ).
- الملاعب ( الكرة الطائرة ، كرة اليد ، كرة السلة ، كرة القدم ).

في 15 يناير 2003 تم افتتاح مجمع رياضي عسكري جديد وتم إنشاء مجمع الرئيس إميل لحود الرياضي العسكري في مار روكز ، ضهر الحسين . المجمع الجديد يشمل:
- قاعات داخلية لألعاب الكرة (كرة السلة والكرة الطائرة وكرة اليد) بسعة 3000 متفرج.
- قاعات مختلفة من الألعاب القتالية (الجودو، التايكوندو، المصارعة، الملاكمة).
- ميدان الرماية الحديث.

## شعار
يتكون شعار المركز من رموز مختلفة ذات معاني على النحو التالي:
- الشعلة: تمثيل الشعلة الأولمبية.
- البندقية : لتمييز الاتحاد العسكري عن الاتحادات المدنية.
- سيف : ترمز للعدالة والنبل.
- ترمز الدوائر الأولمبية الثلاث إلى:
  - مجلس الرياضة العسكرية (CISM).
  - الاتحاد العربي العسكري.
  - الاتحادات الرياضية.